# 村松修
村松修（むらまつ おさむ，1949年—），日本天文館解說員，東京都出身。1975年左右，他開始在天文博物館五島星象館擔任解說員，逐漸聞名日本。村松修也是澀谷宇宙天文館首任主任解說員。他還是一位業餘天文學家，曾發現周期彗星和許多小行星。

## 成就
從1988年左右開始，他搬到八岳南麓天文台，與串田嘉男共同發現許多小行星。
1993年，他共同發現串田－村松彗星，並獲得日本天文學會天文發現獎。。
1994年，他與中野主一首次計算出蘇梅克－列維9號彗星將撞擊木星，是世界第一。

## 外部連結
- 村松修的X（前Twitter）
- コスモプラネタリウム渋谷 （页面存档备份，存于）